# Луїс Маянес
Луїс Ліндорфо Маянес Контрерас (ісп. Luis Lindorfo Mayanés Contreras, нар. 15 січня 1925) — чилійський футболіст, що грав на позиції нападника за клуб «Універсідад Католіка», а також національну збірну Чилі.
Чемпіон Чилі. 

## Клубна кар'єра
У футболі дебютував 1949 року виступами за команду «Універсідад Католіка», кольори якої і захищав протягом усієї своєї кар'єри гравця. 

## Виступи за збірну
1950 року дебютував в офіційних матчах у складі національної збірної Чилі. Протягом кар'єри у національній команді провів у її формі 1 матч.
У складі збірної був учасником чемпіонату світу 1950 року у Бразилії, де зіграв з Англією (0-2).

## Титули і досягнення
- Чемпіон Чилі (1):

«Універсідад Католіка»: 1949